# Theoklitos Farmakidis

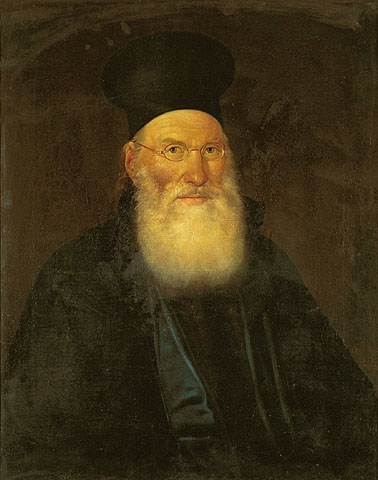
Theoklitos Farmakidis, Porträt von Dionysios Tsokos, 1858

Theoklitos Farmakidis (griechisch Θεόκλητος Φαρμακίδης, auch Theoklitos Pharmakidis, bürgerlich: Theocharis Farmakidis; * 15. Januar 1784 in Nimbegler (Nikea, Thessalien); † 26. April 1860 in Athen) war ein griechischer Theologe und Autor und ein Freiheitskämpfer der Griechischen Revolution.

## Leben
Theoklitos Farmakidis ging in seinem Heimatdorf und in Larisa zur Schule. 1802 wurde er zum Diakon der griechisch-orthodoxen Kirche geweiht und erhielt den Namen Theoklitos. Er studierte Theologie am Griechisch-Orthodoxen Kolleg Phanar in Istanbul (1804–1806), an der Akademie in Jassy, der Hauptstadt des Fürstentums Moldau (1806–1811) und in Bukarest, wo er 1811 zum Priester geweiht wurde. Anschließend war er bis 1818 Pfarrer der griechischen Gemeinde Agios Georgios in Wien. Hier lernte er Latein, Französisch und Deutsch und gab mit Anthimos Gazis (1758–1828) die Zeitschrift Logios Hermes heraus, ein Sprachrohr der Positionen von Adamantios Korais. Er wurde Mitglied der Filiki Eteria. Der Philhellene Lord Guilford übernahm die Kosten für sein weiteres Studium an der Universität Göttingen.
Bei Beginn der griechischen Revolution im Mai 1821 traf er in Griechenland ein, hielt sich kurz in Spetses und im Heerlager der Aufständischen bei Vervena auf und gab in Kalamata die Zeitschrift Griechische Trompete heraus, das erste auf griechischem Boden herausgegebene griechische Periodikum. Als Verwaltungsexperte und Politiker beteiligte er sich am Aufbau des neuen Staates. Er war Mitglied der ersten Nationalversammlung in Epidauros. 1823 wurde er als Professor der Dogmatik an die Ionische Akademie auf Korfu berufen. 1825 kehrte er auf die Peloponnes zurück und wurde in Nafplio Herausgeber der Allgemeinen Zeitung von Griechenland, des späteren griechischen Amtsblattes der Regierung.
Er bekämpfte den Regierungschef Ioannis Kapodistrias, den er als Sachwalter russischer Politik betrachtete. Die Zensurbehörde sah in einem Artikel eine persönliche Verleumdung des Gouverneurs, aus diesem Grund wurde Farmakidis für ein Jahr unter Hausarrest gestellt. Danach begab er sich nach Hydra. Nach der Ermordung von Kapodistrias 1832 wurde Farmakidis zum Leiter einer Schule auf Ägina bestellt.
Für Georg Ludwig von Maurer, der während der Minderjährigkeit des jungen Königs Otto I. Mitglied des Regentschaftsrates war, war Farmakidis als wichtiger Berater in kirchlichen Angelegenheiten tätig. Auf Betreiben von Farmakidis erklärte eine durch königliche Verordnung eingesetzte Synode 1833 die bis dahin dem Ökumenischen Patriarchat von Konstantinopel unterstehende orthodoxe Kirche von Griechenland  für autokephal.  Dabei war sein Anliegen, den freien griechischen Staat nicht von einem Patriarchen abhängig zu machen, der Gefangener des türkischen Sultans war. Als streitbarer Sekretär der Heiligen Synode der Kirche von Griechenland trieb er ab 1833 die Unabhängigkeit vom Ökumenischen Patriarchat in heftigen Auseinandersetzungen mit der „Russischen Partei“ voran, die die Einheit der Kirche befürwortete. Auch seine Auffassung, die Bibel solle in einfachem Griechisch abgefasst werden, um breitere Volksschichten zu erreichen, brachte ihn in Gegensatz zu den gleichen konservativen Kreisen.
Der stark von westeuropäischen Ideen geprägte politisch liberal eingestellte Farmakidis war in der griechischen Sprachfrage ein entschiedener Anhänger von Adamantios Korais, der die Katharevousa als Mittelweg zwischen Volkssprache und Hochsprache propagierte.
1837 wurde Farmakidis ordentlicher Professor für Theologie an der neu gegründeten Universität Athen.